# جسم شیلر-دووال
جسم شیلر-دووال (انگلیسی: Schiller–Duval body) ساختاری سلولی است که زیر میکروسکوپ در «تومورهای سینوس اندومتریال» (تومورهای کیسه زرده) دیده می‌شود که شایع‌ترین نوعِ سرطان بیضه در کودکان محسوب می‌شود. اجسام شیلر-دووال در حدود ۵۰٪ از اینگونه تومورها وجود دارد و در صورت حضور، پاتوگنومونیک هستند.  این اجسام نام خود را از والتر شیلر و ماتیاس-ماری دووال می‌گیرند که نخستین بار در اواخر قرن نوزدهم آن را کشف و توصیف کردند. جسم شیلر-دووال شبیه به یک کلافه رگی یا گلومرول است که منشاء مزودرمی و یک مویرگ مرکزی دارد و حاوی آلفا فیتوپروتئین یا آلفا یک آنتی‌تریپسین است.

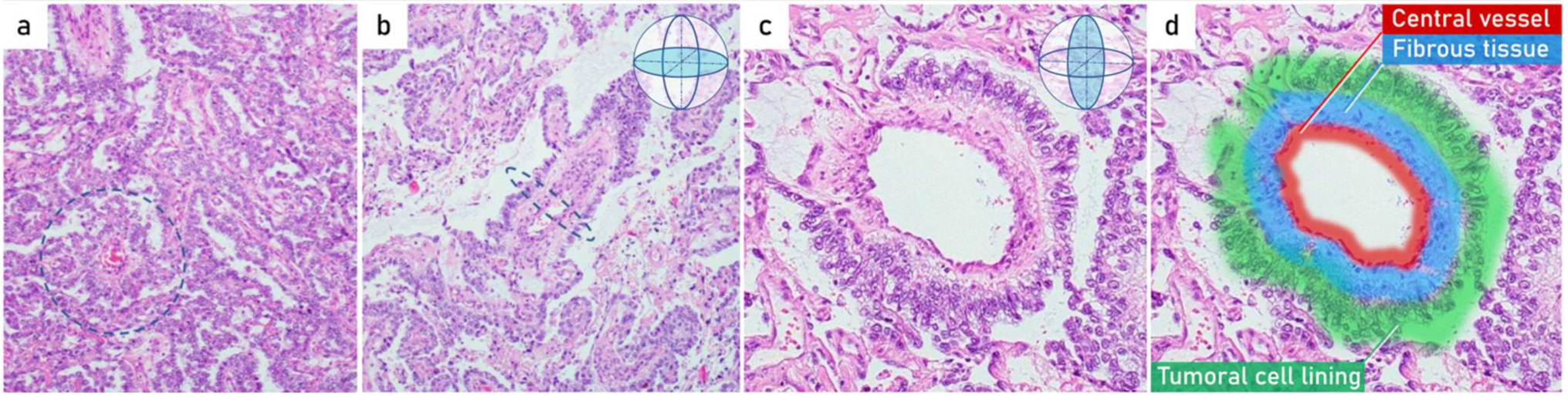
هیستوپاتولوژی تومور سینوس اندودرم با اجسام شیلر-دووال
(الف) الگوی پاپیلاری همراه با ساختار سینوس اندودرمی لوله‌های پاپیلاری کوچک (جسم شیلر-دووال) در دایره آبی.
(ب) ساختار سینوسی توبولوپاپیلاری مشخص با هسته عروقی مرکزی در مقطع طولی (جسم شیلر-دووال).
(ج، د) تصویر بزرگ‌نمایی شده ۴۰۰ × برابر جسم شیلر-دووال کیستی در یک مقطع عرضی، با الگوهای میکروکیستیک و پاپیلاری در اطراف. جسم دارای یک رگ مرکزی است که توسط بافت فیبری احاطه شده است که هسته فیبروواسکولار نامیده می‌شود و توسط لایه‌هایی از سلول‌های تومور در سطح آن ساقه احاطه شده است. این ساختار در فضای باز کیستی قرار دارد که توسط سلول‌های تومورال پوشیده شده است. همه این ساختارها با هم جسم شیلر-دووال نامیده می‌شوند و شبیه گلومرول (کلافۀ عروقی) اولیه هستند. رنگ‌آمیزی هماتوکسیلین-ائوزین.[۴]